# Histiotus magellanicus
Histiotus magellanicus (Philippi, 1866) è un pipistrello della famiglia dei Vespertilionidi diffuso in America meridionale.

## Descrizione

### Dimensioni
Pipistrello di piccole dimensioni, con la lunghezza totale tra 101 e 121 mm, la lunghezza dell'avambraccio tra 44,4 e 47 mm, la lunghezza della coda tra 40 e 53 mm, la lunghezza del piede tra 9 e 10 mm, la lunghezza delle orecchie tra 21 e 24 mm e un peso fino a 18,8 g.

### Aspetto
Le parti dorsali sono castane scure con la base dei peli più scura, mentre le parti ventrali sono nere con la punta dei peli color crema o giallastra. Il muso è largo, con due masse ghiandolari sui lati. Le orecchie sono grandi, ovali, scure e non connesse da alcuna membrana trasversale alla loro base. Il trago è lungo circa la metà del padiglione auricolare ed è sottile. Le membrane alari sono marroni scure. La lunga coda è inclusa completamente nell'ampio uropatagio.

## Biologia

### Comportamento
Un esemplare è stato osservato mentre si rifugiava sotto la corteccia di un tronco d'albero abbattuto.

### Alimentazione
Si nutre di insetti.

### Riproduzione
Una femmina gravida con un feto è stata catturata nel mese di dicembre.

## Distribuzione e habitat
Questa specie è diffusa nell'Argentina e nel Cile meridionali. È inoltre presente sulle isole di Isola Navarino, Isola Bertrand e Isola Grevy, lungo le coste della parte più meridionale del Cile. Si tratta delle località più meridionali al mondo dove sono stati registrati dei pipistrelli.
Vive nelle foreste pluviali con predominanza di faggi australi.

## Conservazione
La IUCN Red List, considerato che si tratta di una specie comune, classifica H.magellanicus come specie a rischio minimo (Least Concern)).